# 陆文圭
陆文圭，字子方，江苏江阴人。由宋入元的诗文作者。

## 生平
南宋亡，陆文圭隐居江阴城东，学者称之曰墙东先生。元延祐年间开科设举，陆文圭于延祐七年（1320年）省（江浙行省）第二名（上一次应举是第六名）。朝廷多次招聘他，皆不往。年八十五而卒。著有《墙东类稿》二十卷。傳其精通醫道。